# دهستان هندخاله
دهستان هَندَخاله نام دهستانی در بخش تولم شهرستان صومعه‌سرا، استان گیلان در ایران است. براساس سرشماری مرکز آمار ایران در سال ۱۳۸۵، جمعیت آن ۱۳۱۰۹ نفر (۳۶۵۵ خانوار) بوده‌است.